# Княжева Слобода
Кня́жева Слобода́ —  село в Україні, у Зіньківській міській громаді Полтавського району Полтавської області. Населення становить 88 осіб. До 2020 орган місцевого самоврядування — Шилівська сільська рада.

## Географія
Село Княжева Слобода знаходиться за 3,5 км від лівого берега річки Грунь, примикає до села Василькове. По селу протікає заболочений струмок.

## Населення

### Мова
Розподіл населення за рідною мовою за даними перепису 2001 року:
| Мова       | Кількість | Відсоток |
| ---------- | --------- | -------- |
| українська | 88        | 100%     |

## Історія
1859 року у власницькому хуторі налічувалось 15 дворів, мешкала 61 особа (32 чоловічої статі та 29 — жіночої), функціонував завод
12 червня 2020 року, відповідно до розпорядження Кабінету Міністрів України № 721-р «Про визначення адміністративних центрів та затвердження територій територіальних громад Полтавської області», село увійшло до складу Зіньківської міської громади.
19 липня 2020 року, в результаті адміністративно - територіальної реформи та ліквідації Зіньківського району, село увійшло до складу новоутвореного Полтавського району Полтавської області.